# Gürtelfüße
Die Gürtelfüße (Telamonia) inklusive der früher als Gattung Hydrocybe abgetrennten Wasserköpfe sind eine sehr artenreiche Untergattung der Gattung Schleierlinge (Cortinarius). Es handelt sich um oft schwer bestimm- und unterscheidbare Pilze mit zumeist düster bräunlichen, ocker- oder violettlichen Farben. Gemeinsame Merkmale sind ein trockener, oft hygrophaner Hut und ein trockener, oft mit Velumbändern gegürtelter Stiel. Die Typusart ist der Wohlriechende Gürtelfuß (Cortinarius torvus).

## Merkmale

### Makroskopische Merkmale
Die Gürtelfüße sind kleine bis mittelgroße, selten große, recht einheitlich braun, grau, weißlich und/oder violett, manchmal orangerot gefärbte Lamellenpilze mit trockenem (nie schleimigem) Hut und Stiel.
Der Hut ist mehr oder weniger hygrophan. Die Lamellen sind jung durch das Velum partiale geschützt, das als Cortina am Stiel zurückbleibt. Der Stiel unterhalb der Cortina ist meist in mehreren Zonen gegürtelt oder genattert; hierbei handelt es sich um Reste des Velum universale. Die Farbe der Lamellen ist jung artspezifisch verschieden, im Alter färben sie sich wie bei allen Schleierlingen durch das Sporenpulver rostbraun.
Fleisch und Huthaut reagieren bei den meisten Arten mit Laugen nach schwarzbraun bis schwarz.
Häufig sind typische Gerüche feststellbar, etwa nach Obst, Gas, Iodoform, Rettich oder verbrannten Haaren.

### Mikroskopische Merkmale
Die Sporen sind rundlich, elliptisch oder mandelförmig. Die Oberfläche ist meist warzig. Die Hutdeckschicht ist zweilagig (Duplex-Struktur), mit einem mehr oder weniger entwickelten Hypoderm. Gelegentlich kommen Cheilozystiden vor.

## Vorkommen

### Ökologie und Phänologie
Wie alle Schleierlinge bilden die Gürtelfüße Ektomykorrhizen. Sie kommen in Laub- oder Nadelwäldern vor, besonders dominant sind sie in Nadelwäldern. Erscheinungszeit ist vor allem der Herbst bis Spätherbst, wenige Arten wachsen schon im Frühjahr oder Sommer.

### Verbreitung
Die Gürtelfüße sind vorwiegend auf der Nordhalbkugel verbreitet.

## Speisewert
Wegen der großen Menge schwer unterscheidbarer Arten sind bei den Gürtelfüßen keine Speisepilze bekannt. Sie gelten als ungenießbar bis leicht giftig.

## Systematik
Die Gürtelfüße bilden mit mehreren hundert Arten die artenreichste Untergattung der Schleierlingsverwandten. Es werden 80 Sektionen unterschieden (Stand 2022).
Liste der Sektionen mit Subsektionen und einigen Beispielarten:
- Sektion: Alboambiti
- Sektion: Alnicolarum
- Sektion: Anthracini

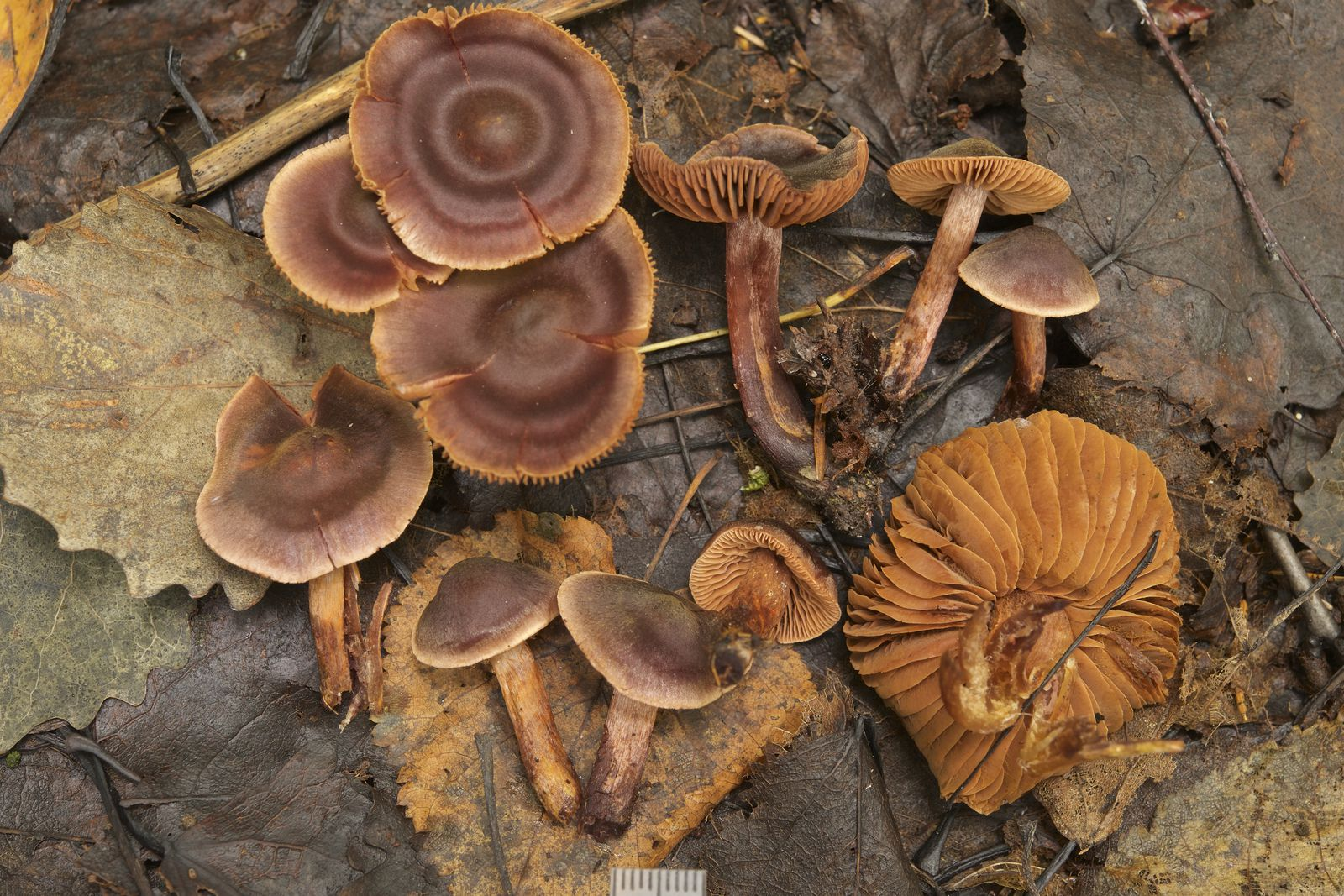
Purpurschwarzer Wasserkopf (Cortinarius anthracinus)

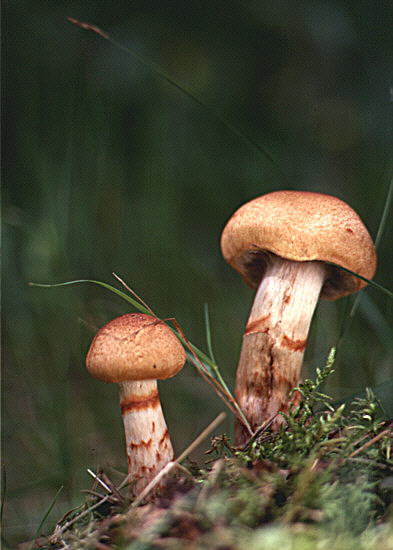
Geschmückter Gürtelfuß (Cortinarius armillatus)

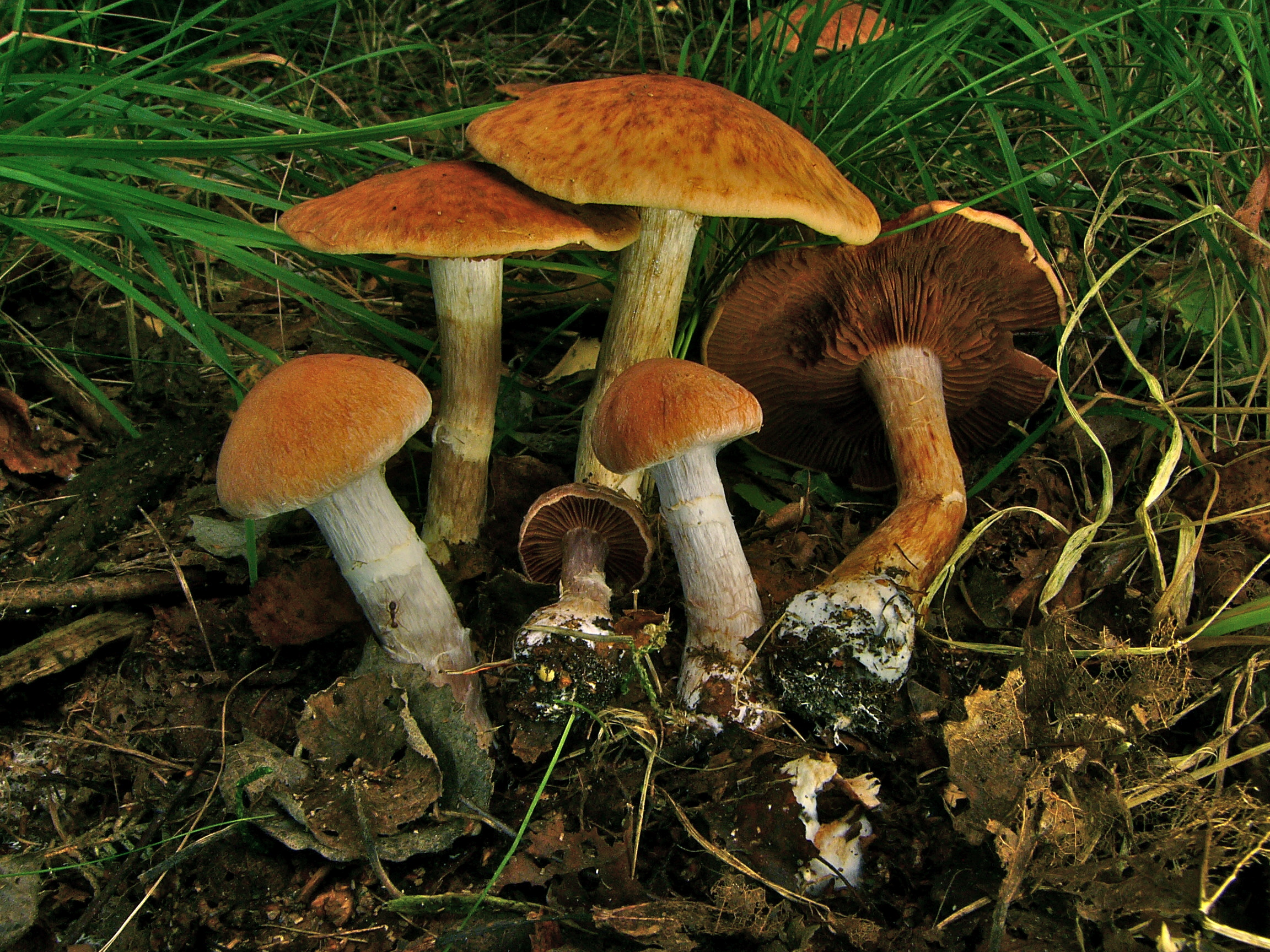
Birken-Gürtelfuß (Cortinarius bivelus)

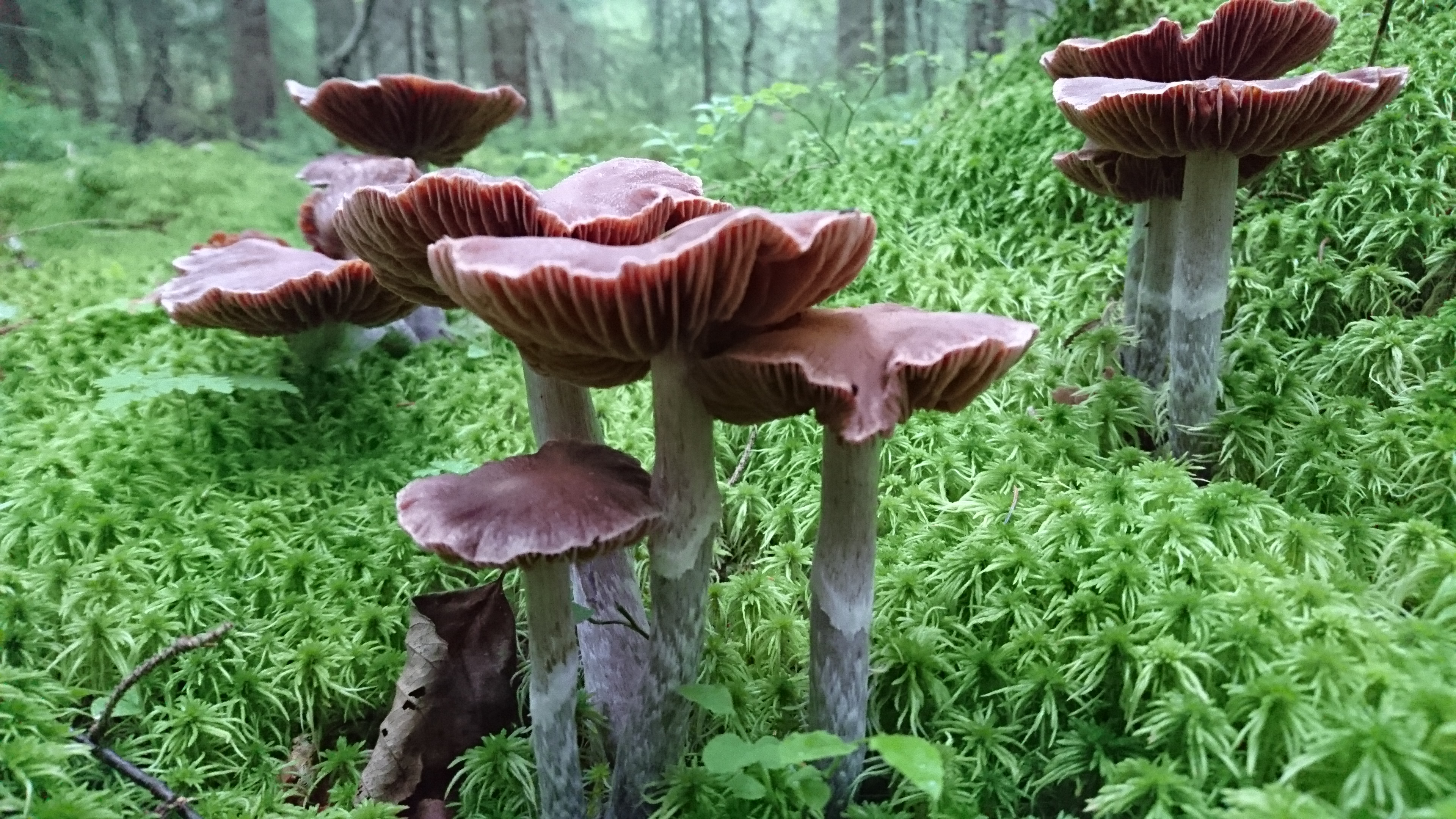
Rettich-Gürtelfuß (Cortinarius evernius)

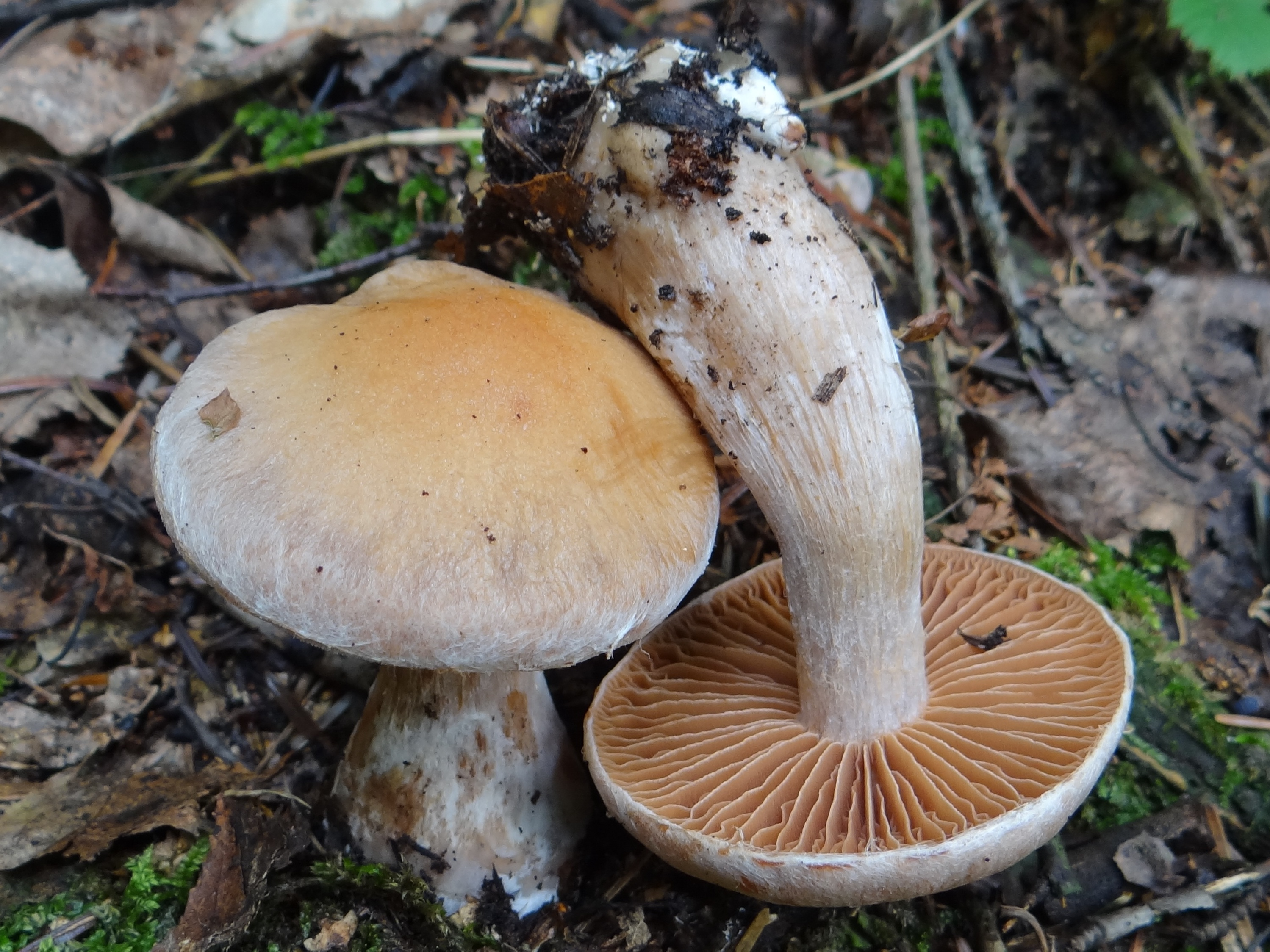
Dickfüßiger Nadelwald-Gürtelfuß (Cortinarius bovinus)

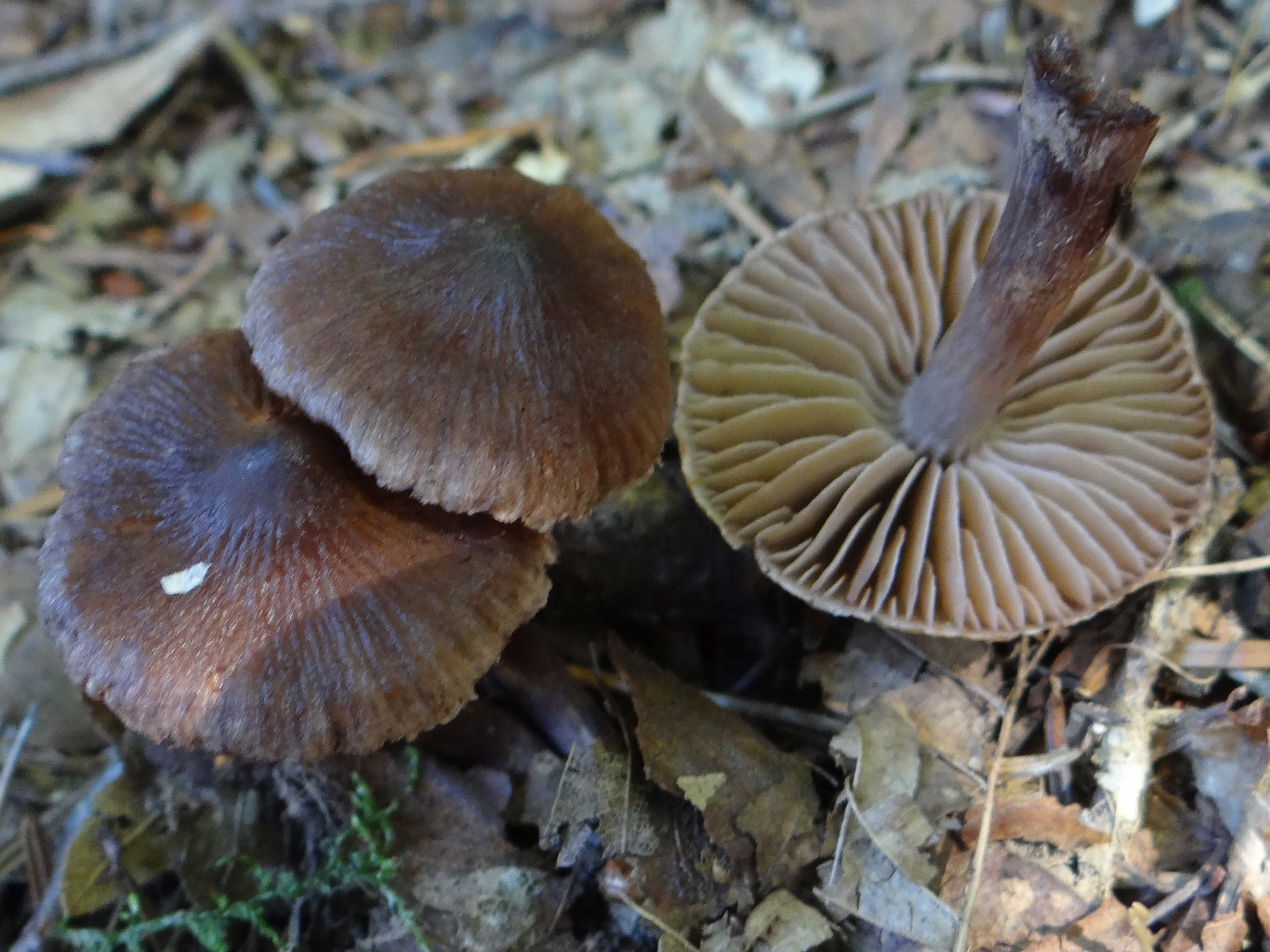
Schwarzgebuckelter Wasserkopf (Cortinarius decipiens)

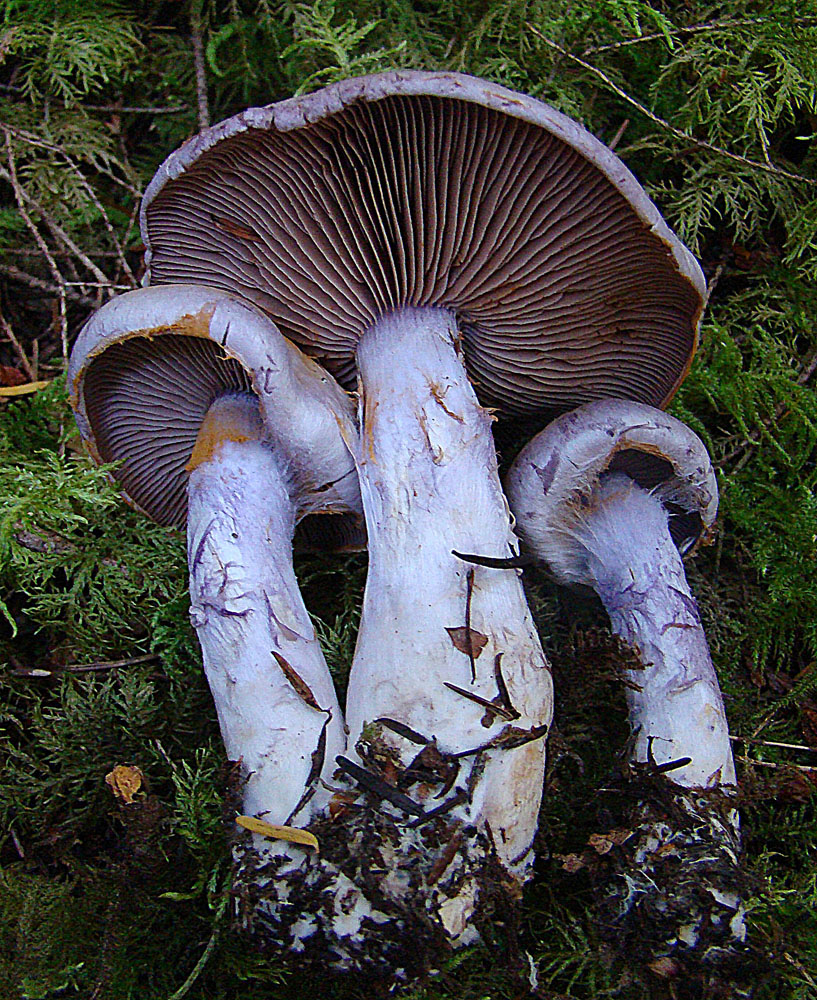
Weißvioletter Dickfuß (Cortinarius alboviolaceus)

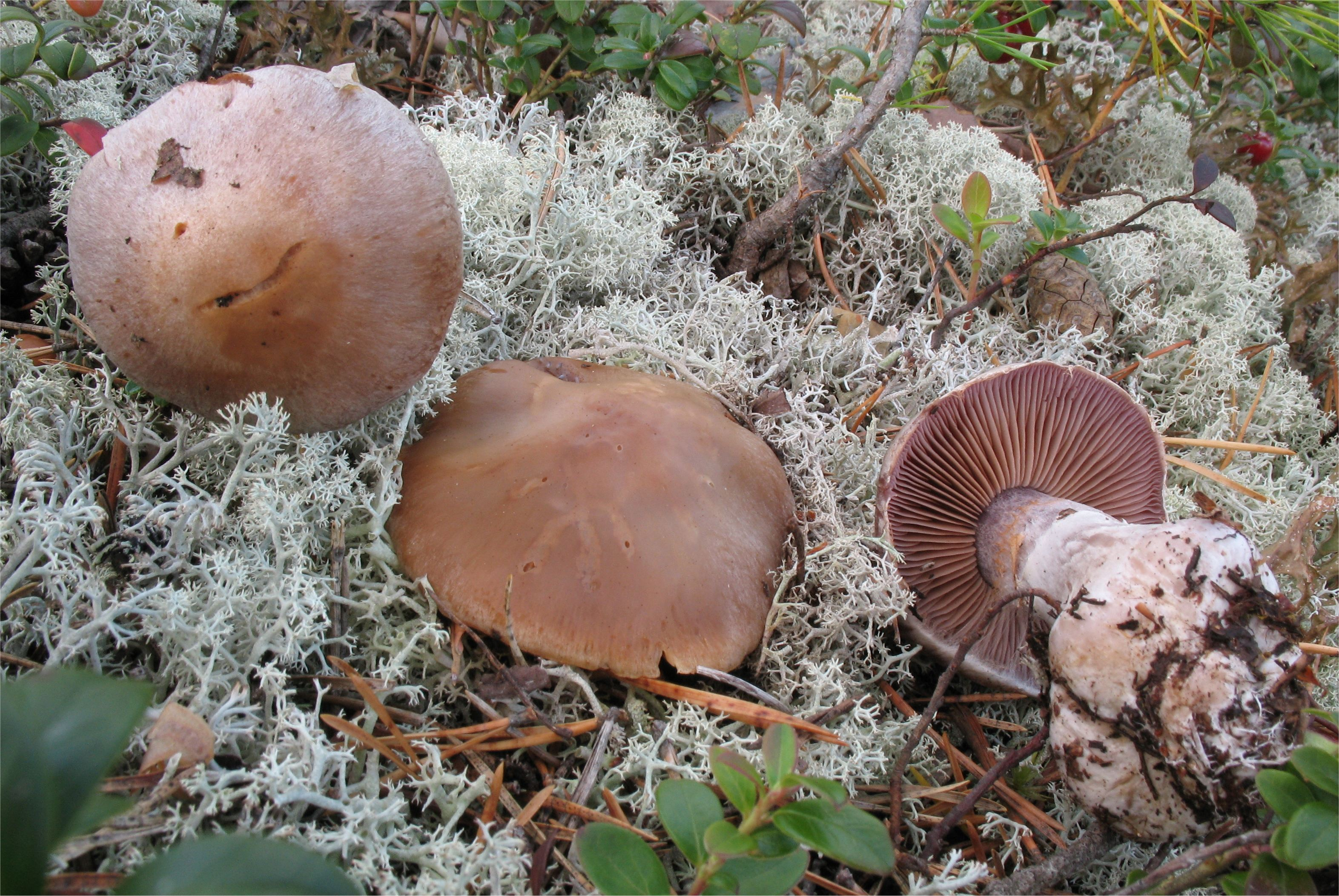
Quarz-Dickfuß (Cortinarius quarciticus)

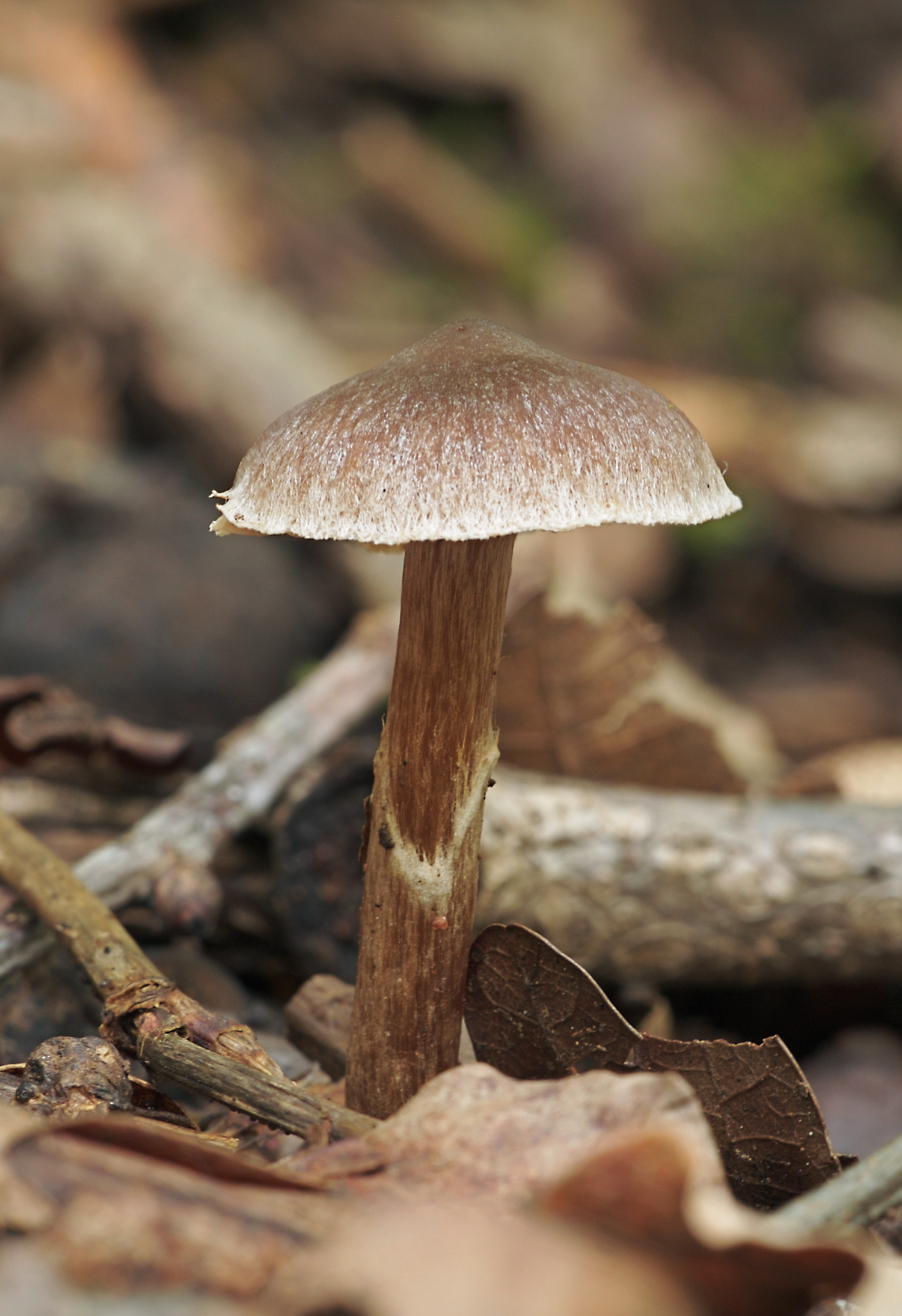
Duftender Gürtelfuß (Cortinarius flexipes)

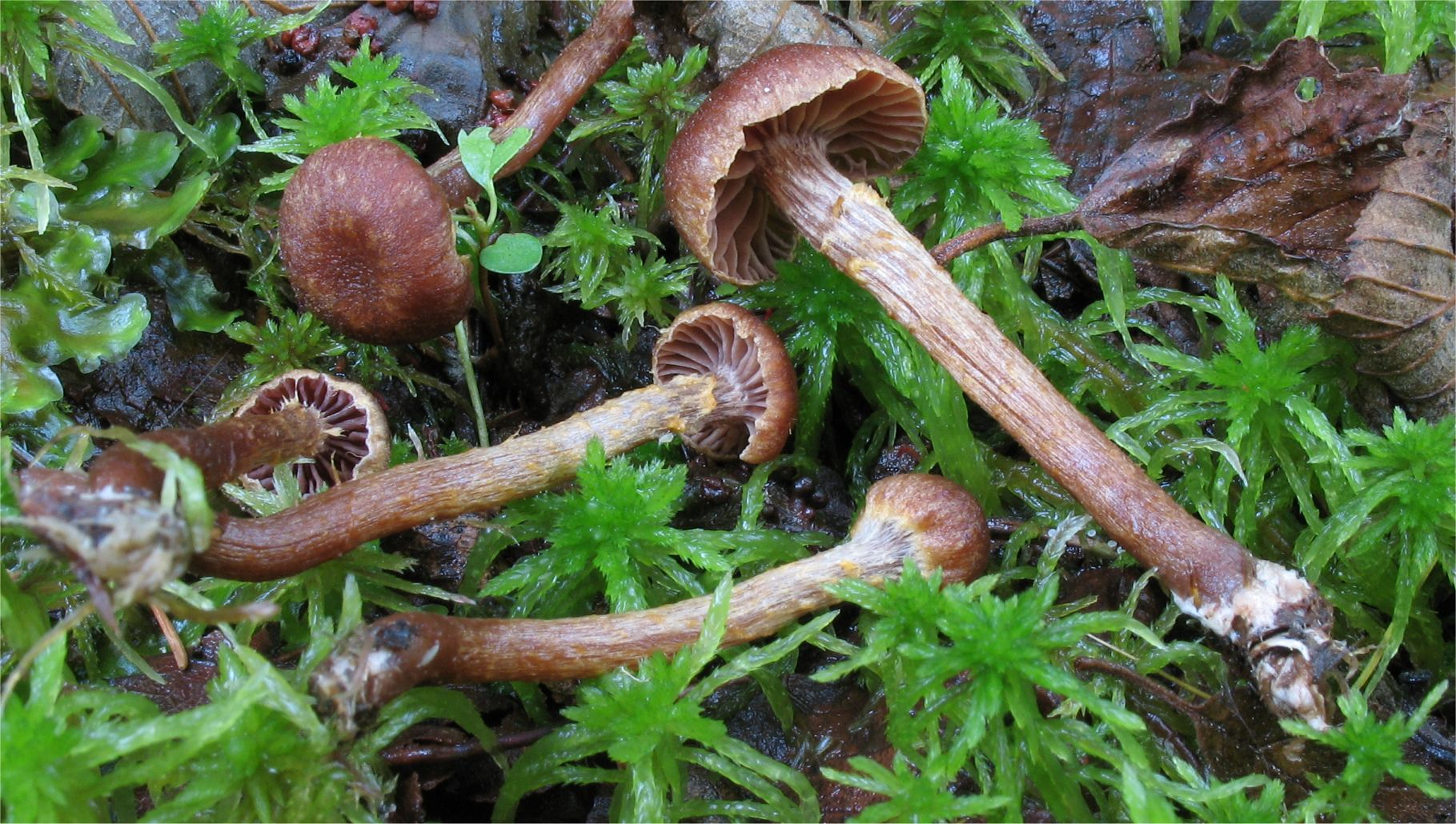
Erlen-Gürtelfuß (Cortinarius helvelloides)

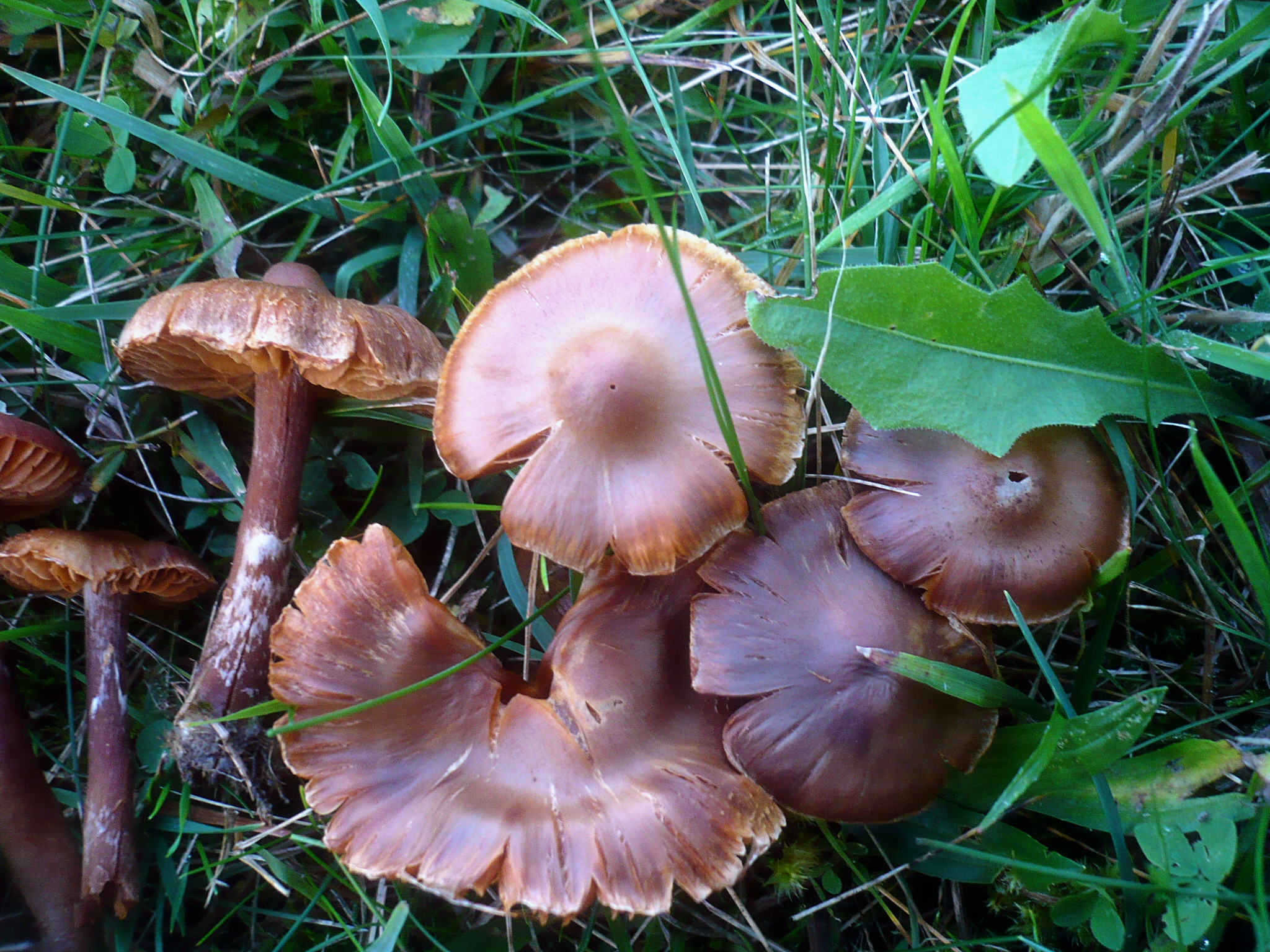
Erdigriechender Gürtelfuß (Cortinarius hinnuleus)

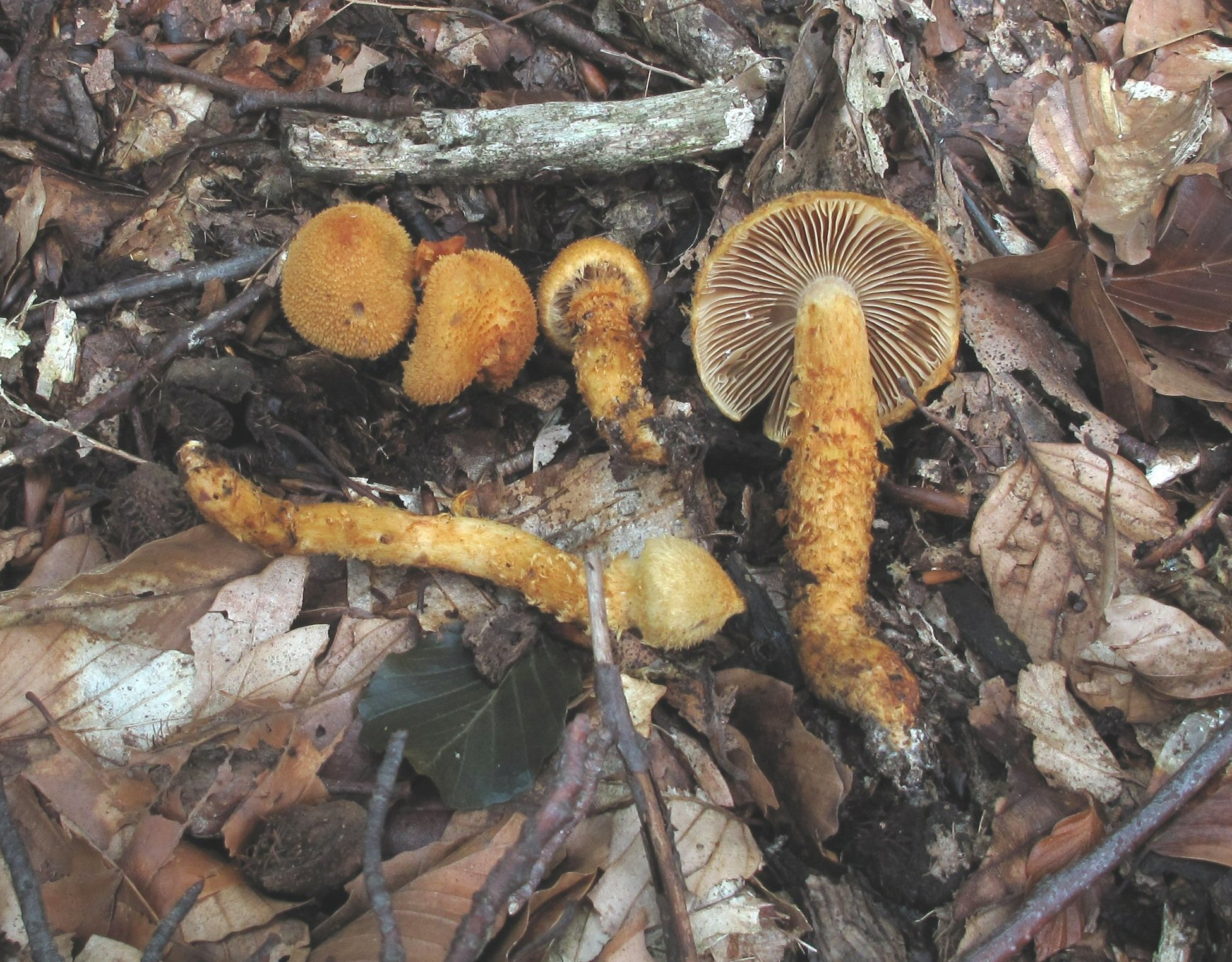
Schuppiger Raukopf (Cortinarius humicola, wurde früher zu den Rauköpfen gezählt).

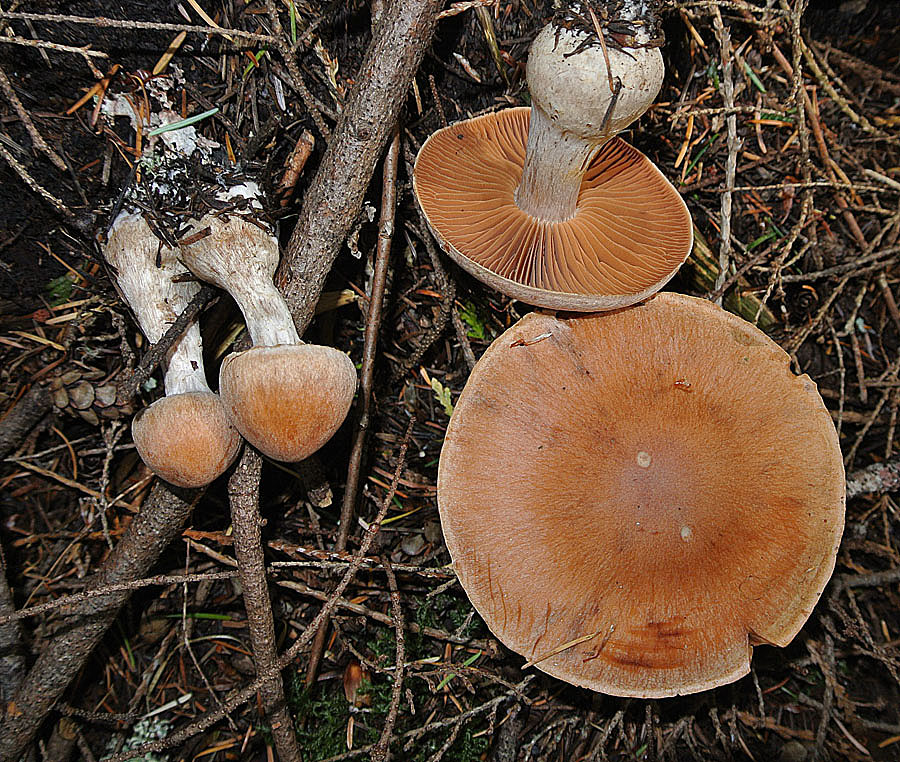
Zimtroter Gürtelfuß (Cortinarius laniger)

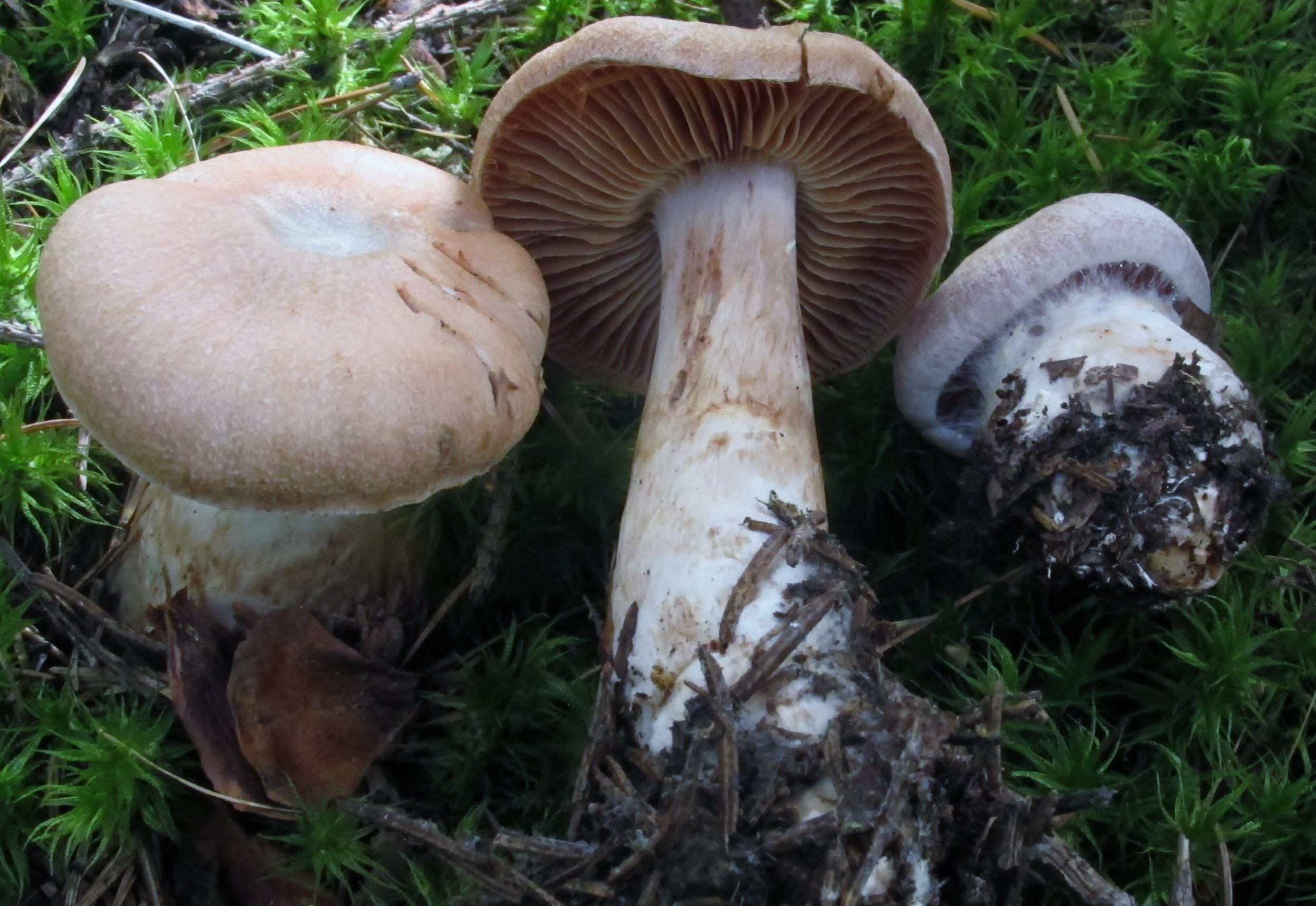
Hygrophaner Dickfuß (Cortinarius malachius)

  -     - Purpurschwarzer Wasserkopf (Cortinarius anthracinus)
    - Rotfüßiger Wasserkopf (Cortinarius miniatopus)
- Sektion: Armillati
  -     - Geschmückter Gürtelfuß (Cortinarius armillatus)
    - Purpurroter Gürtelfuß (Cortinarius paragaudis)

- Sektion: Athabasci
  -     - Birken-Gürtelfuß (Cortinarius bivelus)

- Sektion: Atroalbi
- Sektion: Badiolaeves
- Sektion: Bibuli
  -     - Violetter Erlen-Gürtelfuß (Cortinarius bibulus)
- Sektion: Bicolores
  -     - Zweifarbiger Wasserkopf (Cortinarius cagei)
    - Rettich-Gürtelfuß (Cortinarius evernius)
- Sektion: Biformes
  -     - Schrägberingter Gürtelfuß (Cortinarius biformis)
- Sektion: Bombycini
- Sektion: Boulderenses
- Sektion: Bovini
  - Subsektion: Bovini
    - Dickfüßiger Nadelwald-Gürtelfuß (Cortinarius bovinus)

  - Subsektion: Furvolaesi
  - Subsektion: Terribiles
- Sektion: Brunnei
  -     - Angebrannter Gürtelfuß (Cortinarius adustorimosus)
    - Düsterbrauner Gürtelfuß (Cortinarius ectypus)
    - Goldgelber Raukopf (Cortinarius gentilis)

  - Subsektion: Brunnei
    - Dunkelbrauner Gürtelfuß (Cortinarius brunneus)

  - Subsektion: Carabi
- Sektion: Brunneifolii
- Sektion: Brunneocalcari
- Sektion: Brunneotincti
- Sektion: Cacaodisci
- Sektion: Caliginosi
- Sektion: Castanei
  -     - Blauschwarzer Wasserkopf (Cortinarius atrocaeruleus)
    - Kastanienbrauner Gürtelfuß (Cortinarius castaneus)
    - Schwarzgebuckelter Wasserkopf (Cortinarius decipiens)
- Sektion: Cisqhale
- Sektion: Crassispori
- Sektion: Craticii
- Sektion: Disjungendi
  -     - Holzfarbener Wasserkopf (Cortinarius disjungendus)
- Sektion: Duristipedes
- Sektion: Exsulares
- Sektion: Firmiores
  -     - Weißvioletter Dickfuß (Cortinarius alboviolaceus)
    - Aprikosen-Wasserkopf (Cortinarius armeniacus)
    - Quarz-Dickfuß (Cortinarius quarciticus)
    - Tonweißer Dickfuß (Cortinarius turgidus)
- Sektion: Flexibilifolii
- Sektion: Flexipedes
  -     - Buchen-Gürtelfuß (Cortinarius fagetorum)
    - Duftender Gürtelfuß (Cortinarius flexipes)
- Sektion: Friesiorum
- Sektion: Furvi
- Sektion: Fuscoperonati
  -     - Schwarzgegürtelter Gürtelfuß (Cortinarius fuscoperonatus)
- Sektion: Helvelloides
  -     - Erlen-Gürtelfuß (Cortinarius helvelloides)
- Sektion: Heterospori
  -     - Röhrlingssporen-Wasserkopf (Cortinarius heterosporus)
- Sektion: Hinnulei
  -     - Isabellbrauner Wasserkopf (Cortinarius fulvoisabellinus)
    - Erdigriechender Gürtelfuß (Cortinarius hinnuleus)
- Sektion: Humicolae
  -     - Schuppiger Raukopf (Cortinarius humicola)
- Sektion: Hydrocybe
  -     - Spindeliger Wasserkopf (Cortinarius duracinus)
- Sektion: Incisiores
- Sektion: Ionosmi
  -     - Veilchen-Gürtelfuß (Cortinarius boreasensis)
- Sektion: Lanigeri
  -     - Zimtroter Gürtelfuß (Cortinarius laniger)
- Sektion: Leiocastanei
- Sektion: Malachii
  -     - Hygrophaner Dickfuß (Cortinarius malachius)
    - Graubraunfleischiger Dickfuß (Cortinarius suberi)
- Sektion: Megaspori
- Sektion: Micro-ornati
  -     - Honigbrauner Wasserkopf (Cortinarius melleopallens)
- Sektion: Niveoglobosi
- Sektion: Nucicolores
- Sektion: Ochropallescentes
- Sektion: Ochrovelati
- Sektion: Paleacei
  -     - Weißflockiger Gürtelfuß (Cortinarius hemitrichus)
- Sektion: Parvuli
  -     - Kleinberingter Gürtelfuß (Cortinarius parvannulatus)
- Sektion: Phaeosmi
- Sektion: Pholidei
  -     - Schuppiger Dickfuß (Cortinarius pholideus)
- Sektion: Politi
- Sektion: Praestigiosi
  -     - Rötlichgegürtelter Wasserkopf (Cortinarius praestigiosus)
- Sektion: Privignati
- Sektion: Pseudobicolores
- Sektion: Pseudoduracini
- Sektion: Pseudotragani
- Sektion: Punctatiformes
- Sektion: Ravi
- Sektion: Rubricosi
  -     - Rundsporiger Wasserkopf (Cortinarius comtulus)
    - Schwärzender Wasserkopf (Cortinarius rubricosus)
- Sektion: Robrocincti
- Sektion: Rustici
- Sektion: Saniosi
- Sektion: Saturnini
  -     - Hain-Gürtelfuß (Cortinarius lucorum)
    - Klebriger Gürtelfuß (Cortinarius saturninus)
- Sektion: Sciophylli
  -     - Gesägtblättriger Wasserkopf (Cortinarius serratissimus)
- Sektion: Sejunctifolii
- Sektion: Sordescentes
- Sektion: Sporagniti
- Sektion: Squalidi
- Sektion: Subbalaustini
  -     - Zimtblättriger Birken-Wasserkopf (Cortinarius subbalaustinus)
- Sektion: Telamonia
  -     - Duft-Gürtelfuß (Cortinarius agathosmus)
    - Violettblättriger Rettich-Gürtelfuß (Cortinarius ionophyllus)
    - Wohlriechender Gürtelfuß (Cortinarius torvus)
    - Schmuckstiel-Gürtelfuß (Cortinarius venustus)
- Sektion: Tortuosi
  -     - Kolkraben-Wasserkopf (Cortinarius dolabratus)
    - Silberstieliger Gürtelfuß (Cortinarius tortuosus)
- Sektion: Tragani
  -     - Lila Dickfuß (Cortinarius traganus)
- Sektion: Uracei
  - Subsektion: Bulliardii
    - Feuerfüßiger Gürtelfuß (Cortinarius bulliardii)
    - Zinnoberroter Gürtelfuß (Cortinarius cinnabarinus)

  - Subsektion: Colymbadini
  - Subsektion: Flavibasiles
  - Subsektion: Uracei
    - Düsterbrauner Wasserkopf (Cortinarius uraceus)
- Sektion: Urbici
  -     - Weißbeschleierter Dickfuß (Cortinarius diosmus)
    - Weiden-Dickfuß (Cortinarius urbicus)
- Sektion: Valgi
  -     - Schiefer Raukopf (Cortinarius valgus)
- Sektion: Verni
  -     - Rosastieliger Wasserkopf (Cortinarius vernus)
- Sektion: Vinaceobrunnei
- Sektion: Viliores
  -     - Zimtvioletter Rettich-Gürtelfuß (Cortinarius cinnamoviolaceus)

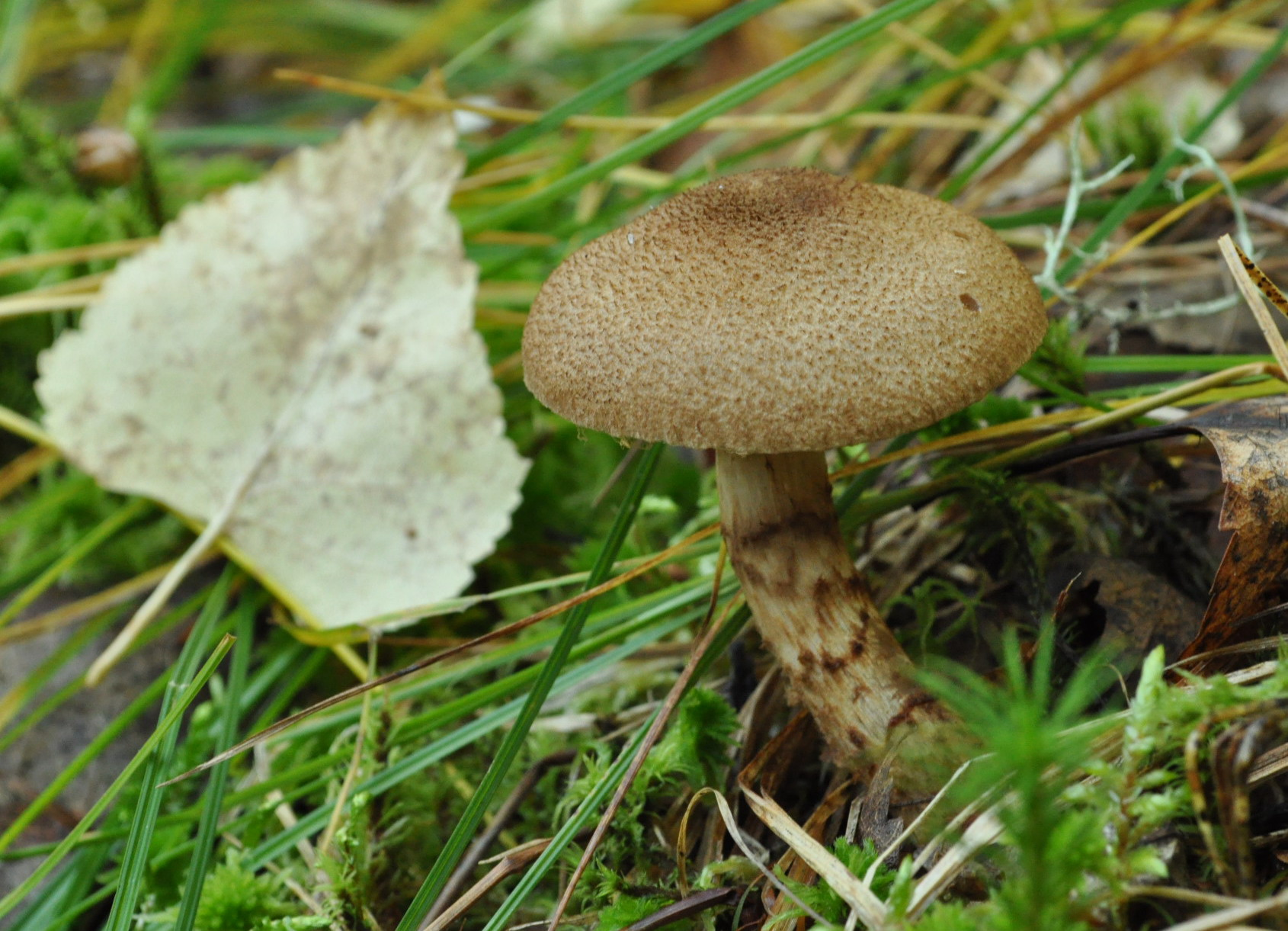
Schuppiger Dickfuß (Cortinarius pholideus)
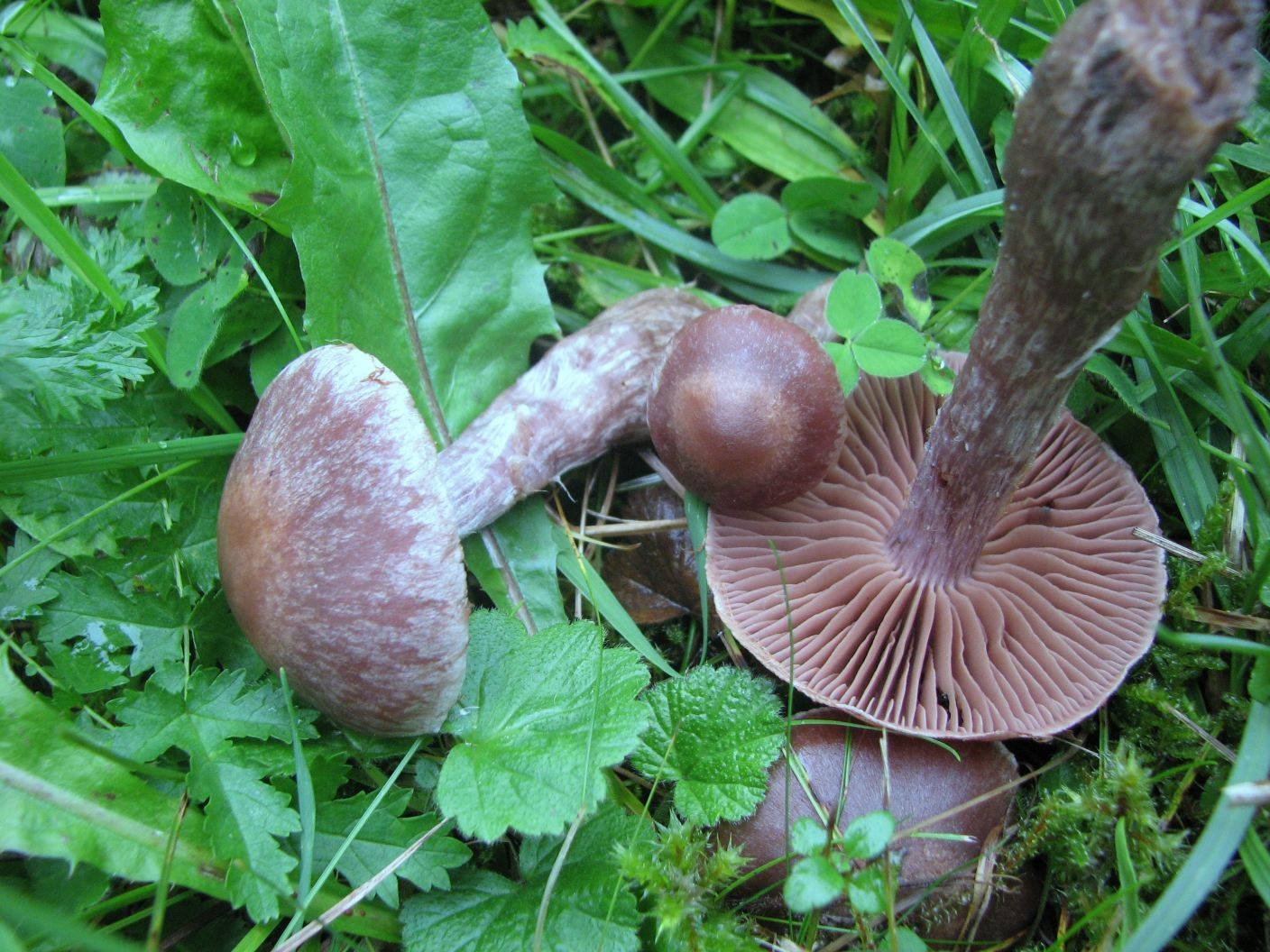
Gesägtblättriger Wasserkopf (Cortinarius serratissimus)
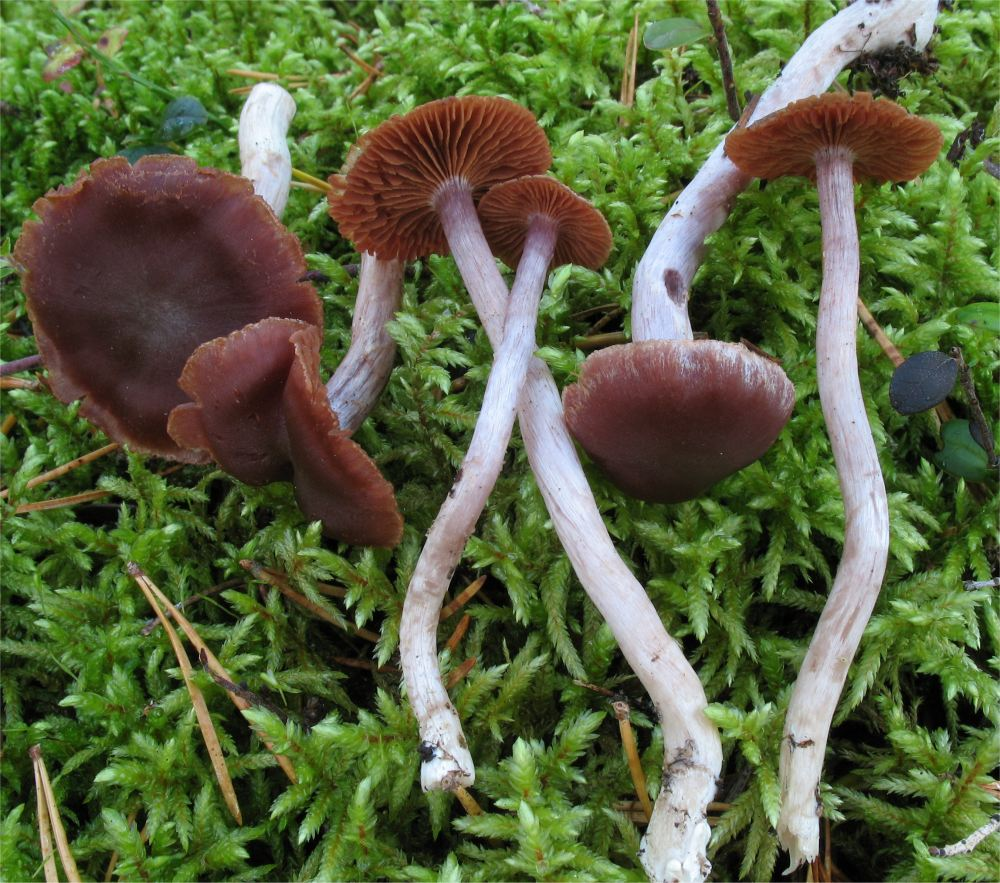
Silberstieliger Gürtelfuß (Cortinarius tortuosus)
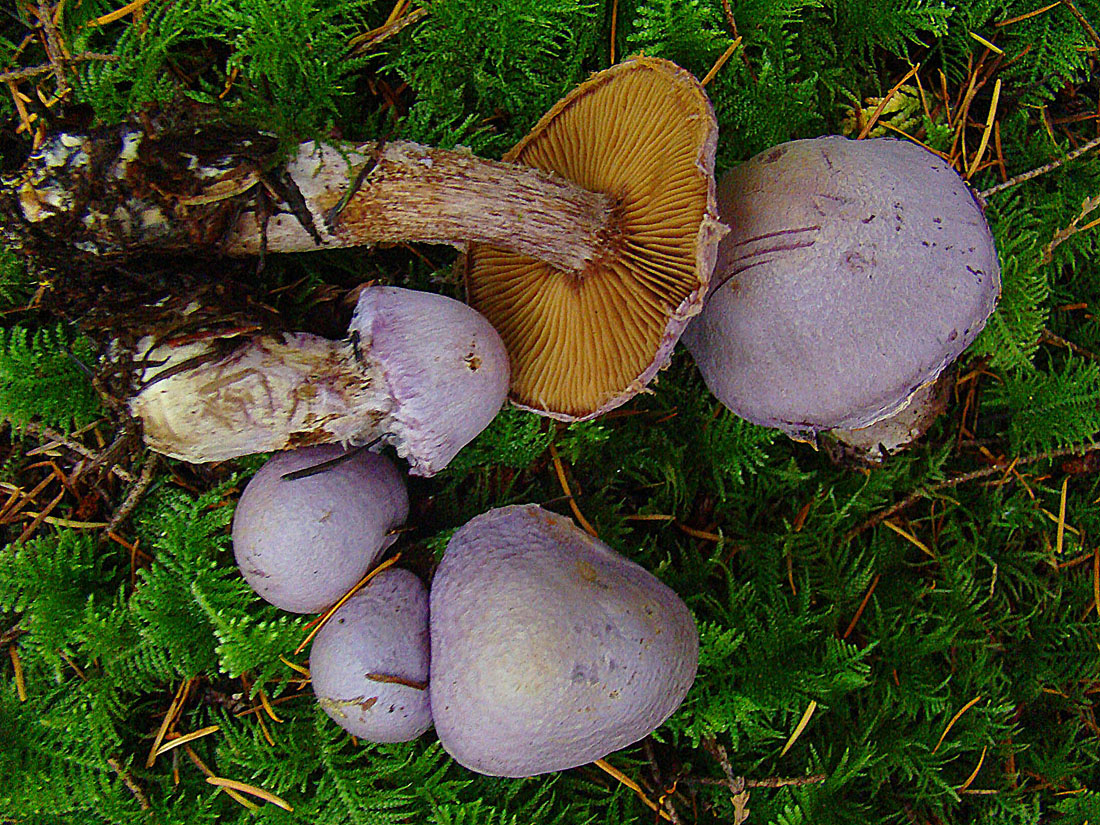
Lila Dickfuß (Cortinarius traganus)
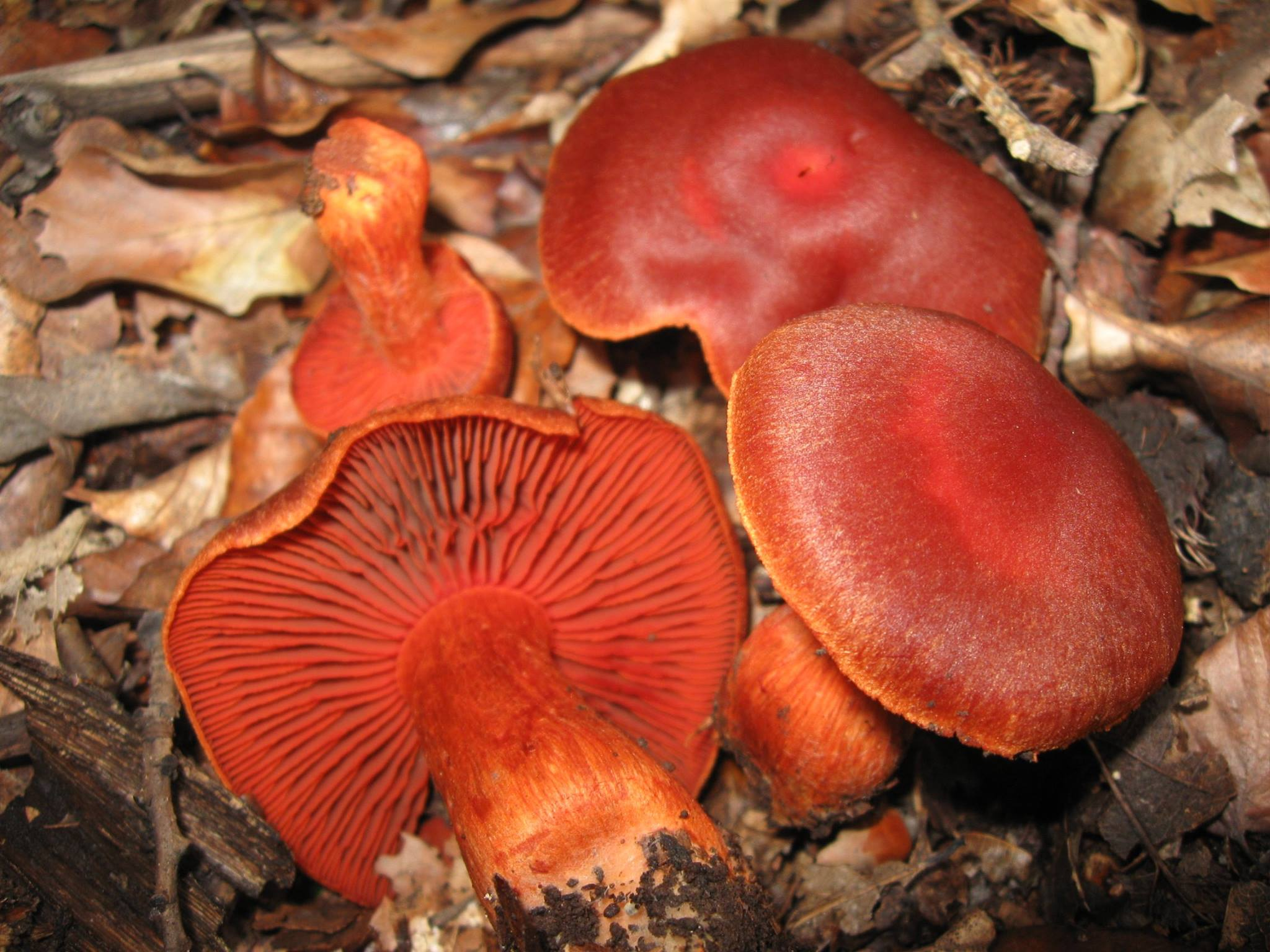
Zinnoberroter Gürtelfuß (Cortinarius cinnabarinus)
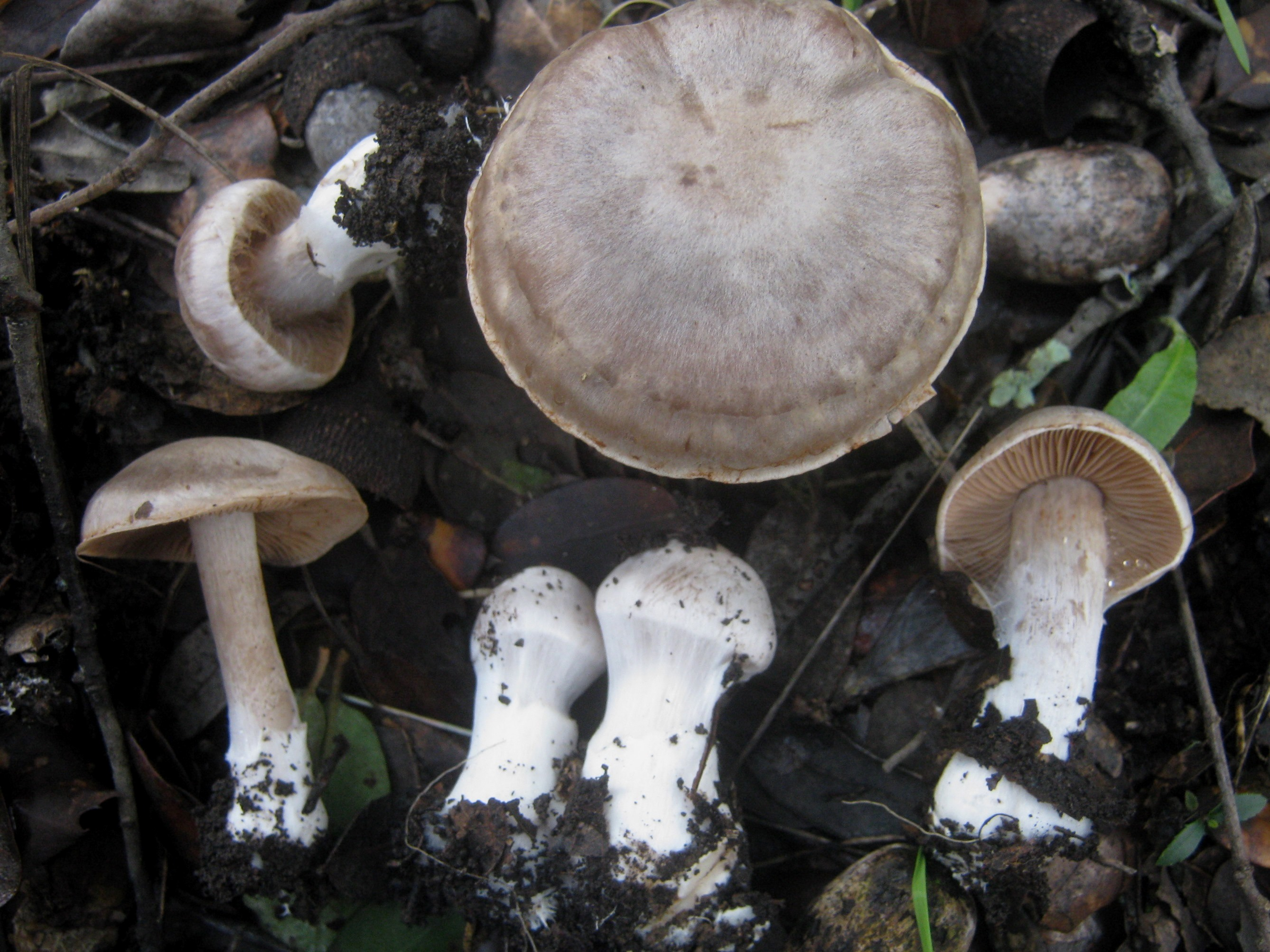
Weißbeschleierter Dickfuß (Cortinarius diosmus)

Einige Arten, die ehemals zu den Gürtelfüßen gezählt wurden, wurden auf der Grundlage phylogenetischer Untersuchungen in andere Untergattungen gestellt wie beispielsweise der Braunviolette (Cortinarius anomalus) und der Bocks-Dickfuß (Cortinarius camphoratus) in die Untergattung Cortinarius subgen. Camphorati, der Jodoform-Wasserkopf (Cortinarius obtusus) in die Untergattung Cortinarius subgen. Iodolentes oder der Braungestreifte Wasserkopf (Cortinarius illuminus) in die Untergattung Cortinarius subgen. Illumini.
Weitere Arten wie der Quitten-Wasserkopf (Hygronarius renidens) wurden in andere Gattungen gestellt (Hygronarius).